# Briviesca
Briviesca és un municipi de la província de Burgos, a la comunitat autònoma de Castella i Lleó.

## Demografia
| Any  | Habitants |
| ---- | --------- |
| 1987 | 5.145     |
| 1991 | 5.536     |
| 1995 | 5.937     |
| 1999 | 6.105     |
| 2003 | 6.441     |
| 2006 | 7.146     |

## Administració
| Període      | Nom de l'alcalde/-essa       | Partit polític | Data de possessió |
| ------------ | ---------------------------- | -------------- | ----------------- |
| 1979 - 1983  | Antonio López Linares        |                | 19/04/1979        |
| 1983 - 1987  | Victor Gredilla Vesga        | UCD            | 28/05/1983        |
| 1987 - 1991  | Jose María Martínez González | PP             | 30/06/1987        |
| 1991 - 1995  | Jose María Martínez Gonzalez | PP             | 15/06/1991        |
| 1995 - 1999  | Jose María Martínez González | PP             | 17/06/1995        |
| 1999 - 2003  | Jose María Martínez González | PP             | 03/07/1999        |
| 2003 - 2007  | Jose María Martínez González | PP             | 14/06/2003        |
| 2007 - 2011  | Jose María Martínez González | PP             | 16/06/2007        |
| 2011 - 2015  | n/d                          | n/d            | 11/06/2011        |
| 2015 - 2019  | n/d                          | n/d            | 13/06/2015        |
| 2019 - 2023  | n/d                          | n/d            | 15/06/2019        |
| Des del 2023 | n/d                          | n/d            | 17/06/2023        |

## Personatges il·lustres
- Victorino Pereda Ortega, lluitador antifranquista, originari del poble de Tormes.